# Campionato ceco di pallamano maschile
Il campionato di pallamano in Repubblica Ceca è organizzato dalla federazione di pallamano della Repubblica Ceca.

L'Extraliga è la massima divisione la cui prima edizione si è svolta nel 1993.

## Formato
Nella Extraliga ceca giocano 13 squadre. 
Inizialmente, tutte le squadre si affrontano in un girone all'italiana con partite di andata e ritorno, dopodiché le 8 migliori squadre al termine della stagione regolare accedono alla fase a eliminazione diretta (play off). Si svolge al meglio delle tre partite e il vincitore della serie finale si aggiudica il titolo di campione ceco.
Le squadre che non si qualificano per i play off (dal 9º al 13º posto) giocano per restare nell'Extraliga con un girone all'italiana con partite di andata e ritorno, al termine del quale l'ultima squadra classificata retrocede in seconda lega.

## Albo d'oro
| Edizione | Vincitore     |
| -------- | ------------- |
| 1993-94  | Dukla Praga   |
| 1994-95  | Dukla Praga   |
| 1995-96  | Zubří         |
| 1996-97  | Zubří         |
| 1997-98  | Plzeň         |
| 1998-99  | Plzeň         |
| 1999-00  | Banik Karvina |
| 2000-01  | Banik Karvina |
| 2001-02  | Banik Karvina |
| 2002-03  | Frýdek-Místek |
| 2003-04  | Banik Karvina |
| 2004-05  | Banik Karvina |
| 2005-06  | Banik Karvina |
| 2006-07  | Banik Karvina |
| 2007-08  | Banik Karvina |
| 2008-09  | Banik Karvina |
| 2009-10  | Banik Karvina |

| Edizione | Vincitore     |
| -------- | ------------- |
| 2010-11  | Dukla Praga   |
| 2011-12  | Zubří         |
| 2012-13  | Ronal Jičín   |
| 2013-14  | Plzeň         |
| 2014-15  | Plzeň         |
| 2015-16  | Plzeň         |
| 2016-17  | Dukla Praga   |
| 2017-18  | Banik Karvina |
| 2018-19  | Plzeň         |
| 2019-20  | non assegnato |
| 2020-21  | Plzeň         |
| 2021-22  | Banik Karvina |
| 2022-23  | Plzeň         |
| 2023-24  | Banik Karvina |
| 2024-25  | Banik Karvina |

## Riepilogo vittorie per club
| Numero | Club          | Anni |
| ------ | ------------- | --- |
| 14     | Banik Karvina | 1999-00, 2000-01, 2001-02, 2003-04, 2004-05, 2005-06, 2006-07, 2007-08, 2008-09, 2009-10, 2017-18, 2021-22, 2023-24, 2024-25 |
| 8      | Plzeň         | 1997-98, 1998-99, 2013-14, 2014-15, 2015-16, 2018-19, 2020-21, 2022-23                                                       |
| 4      | Dukla Praga   | 1993-94, 1994-95, 2010-11, 2016-17                                                                                           |
| 3      | Zubří         | 1995-96, 1996-97, 2011-12 |
| 1      | Ronal Jičín   | 2012-13 |
| 1      | Frýdek-Místek | 2002-03 |